# 飞头蛮

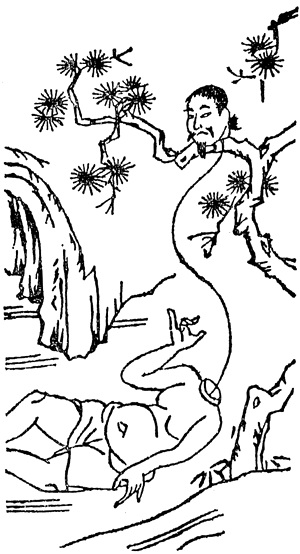
日本『和漢三才图会』的「飛頭蛮」。

飞头蛮，中国传说的妖怪，也叫做落头民、虫落。通常是人类的姿态，到夜里頭部会与身体分离然后在空中飞来飞去，直到早晨再飛回。

## 记载概要

### 落头氏
在中国晋代干宝的《搜神记》卷12里记载，相传三国时吴国的大将朱桓便曾遇到过“落头氏”。朱桓有一个婢女，每晚睡着后，头就会自动飞走，直到快要天亮时，头才回到身上。某晚，婢女的头又飞出去，与她同室的女伴朦胧中见到她身上的棉被滑掉了，便好心帮她拉上，无意中将婢女脖子的缺口盖住。早上，婢女的头要飞回原位时，却怎么也找不到被棉被盖住的身体，不得不掉在地上，奄奄一息就要气绝。这时，朱桓走进屋里，见到了这一幕，相当震惊。婢女不断用眼睛向朱桓示意棉被，朱桓领悟，立即上前把棉被拉开，只剩一丝生机的婢女用尽全力让自己的头再度飞起来，回到脖子的原位上，从而恢复正常。朱桓虽然救了飞头婢女一命，但心里总是隐隐不安，将“落头氏”视为不祥的异类。于是之后将那个女卑送走了。

### 虫落
在《赢虫集》里，记载老挝國人可以用鼻子喝水浆，和头能飞去吃鱼。桓谭《新论》也有类似的记载。

### 屍頭蠻
在《瀛涯胜览》里，记载屍頭蠻眼睛没有瞳孔和人不同，会在晚上睡觉时头飞去吃别人家小孩大便，然后他们小孩会因为肚子被侵入妖气而死。
在《星槎胜览》里，则记载飞头者如果脖子被封锁，头离开身体回不去会死。

## 其他
在《拾遗记》里，记载在汉武时期，因墀国的東方有能分级自己身体的家伙，可以让头飞到南海，左手飞到东海，右手飞到西海。到傍晚头会回到见帮人，但两只手会被风吹到海外。

## 參看
- 飛頭
- 轆轤首
- 民俗學
- 庞南加兰
- 中國妖怪列表
- 搜神记
- 日本漫畫潮与虎中的第三篇故事飛頭族
- 在酉阳杂俎前集卷四另记载，唐朝时，岭南龙城的西南地，也有“飞头獠子”脑袋能飞来飞去。[1]
- 无头骑士